# Primarias y caucus presidenciales republicanos de Míchigan de 2024
Las primarias y caucus presidenciales republicanos de Míchigan de 2024 se celebraron el 27 de febrero y el 2 de marzo de dicho año, respectivamente, como parte de las primarias del Partido Republicano para las elecciones presidenciales de 2024.
Se asignaron 55 delegados a la Convención Nacional Republicana de 2024 de forma proporcional, otorgándose 16 en las primarias y 39 en el caucus.

## Resultados

### Primarias
| Candidato                 | Votos     | %     | Delegados |
| ------------------------- | --------- | ----- | --------- |
| Donald Trump              | 761,163   | 68,08 | 12        |
| Nikki Haley               | 297,194   | 26,57 | 4         |
| Otros                     | 59,789    | 5,35  | -         |
|                           |           |       |           |
| Total                     | 1,118,076 | 100   | 16        |
| Registrados/Participación |           |       |           |
|                           |           |       |           |
| Fuente:                   |           |       |           |

### Caucus
| Candidato                 | Votos | %     | Delegados |
| ------------------------- | ----- | ----- | --------- |
| Donald Trump              | 1,575 | 97,77 | 39        |
| Nikki Haley               | 36    | 2,23  | -         |
|                           |       |       |           |
| Total                     | 1,611 | 100   | 39        |
| Registrados/Participación |       |       |           |
|                           |       |       |           |
| Fuente:                   |       |       |           |